# Атанасиос Мавридис
Атанасиос Мавридис (на гръцки: Αθανάσιος Μαυρίδης) е гръцки политик от XX век.

## Биография
Роден е в източномакедонския град Сяр. Завършва право и работи като адвокат в Сяр. Избиран е за депутат от Сяр в 1950, 1951, 1963, 1964 година. Името му носи улица в Сяр.